# Коста, Нарсису
Нарсису Валдарис Коста (порт. Narciso Valdares Costa; 21 июня 1903, Сан-Паулу — 2 февраля 1966) — бразильский легкоатлет, выступавший в беге на короткие и средние дистанции и барьерном беге. Участник летних Олимпийских игр 1924 года.

## Биография
Нарсису Коста родился 21 июня 1903 года в бразильском городе Сан-Паулу.
Выступал в легкоатлетических соревнованиях за «Тиэте» из Сан-Паулу. Дважды был чемпионом Бразилии в беге на 800 метров, один раз — на 400 метров. Был чемпионом штата Сан-Паулу в беге на 400 метров, 800 метров и 400 метров с барьерами.
Был рекордсменом страны в беге на 400 метров, 800 метров и 400 метров с барьерами.
В 1924 году вошёл в состав сборной Бразилии на летних Олимпийских играх в Париже. В беге на 400 метров занял в забеге 1/8 финала 3-е место. В беге на 800 метров занял в четвертьфинале последнее, 6-е место. Также был заявлен в беге на 100 и 200 метров, но не вышел на старт.
Умер 2 февраля 1966 года.

## Личные рекорды
- Бег на 400 метров — 50,2 (1925)[1]
- Бег на 800 метров — 2.00,3 (1925)[1]